# Martine David
Pour les articles homonymes, voir David.
Martine Yvette David, née Fouchier, est une femme politique française née le 19 décembre 1952 à Loches (Indre-et-Loire) et morte le 16 février 2025 dans le 8e arrondissement de Lyon (Rhône).
Elle a été députée du Rhône de 1988 à 2007 et maire de Saint-Priest de 2003 à 2014.

## Biographie

### Débuts en politique
Née à Loches en Indre-et-Loire, Martine Fouchier emménage dans l'Est lyonnais, à Décines-Charpieu durant sa jeunesse. Mariée, elle prend le nom de famille de son époux. Secrétaire de direction de profession et membre du Parti socialiste dès 1971, elle fait ses débuts en politique en tant que conseillère municipale de Décines-Charpieu, élue avec la liste socialiste menée par Pierre Moutin lors des élections de 1983.
Lors des élections législatives de 1988, elle est la suppléante du socialiste Jean Poperen, élu député dans la 13e circonscription du Rhône lors de ce scrutin.

### Députée et adjointe au maire de Décines-Charpieu
Le 10 mai 1988, Jean Poperen est nommé ministre chargé des Relations avec le Parlement par Michel Rocard. Martine David lui succède le 29 juillet de la même année à l'Assemblée Nationale.
Elle est élue adjointe au maire de Décines-Charpieu chargée des affaires culturelles après la victoire de la liste socialiste conduite par Pierre Moutin lors des municipales de 1989.
Martine David est élue députée de la 13e circonscription du Rhône lors des législatives de 1993.
Cet enchaînement d'accès aux fonctions d'adjointe au maire et de députée se répète lors des municipales de 1995 et des législatives de 1997. Sous la XIe législature, de 1997 à 2002, la députée rhodanienne est présidente du groupe d'amitié France-Israël et membre du conseil d'administration de la Fondation France-Israël.
En 2001, Martine David est présente sur la liste socialiste conduite par Bruno Polga lors des élections municipales à Saint-Priest. Maire de cette commune depuis dix-huit ans, Polga est réélu pour un quatrième mandat consécutif et David nommée première adjointe. Dans la même période, lors des élections législatives de 2002, elle est réélue députée pour un quatrième mandat consécutif.

### Maire de Saint-Priest
C'est à l'âge de 68 ans que Bruno Polga, maire de Saint-Priest pendant deux décennies, démissionne le 29 novembre 2003. Martine David, qui est alors première adjointe de la commune, accède à la fonction de maire dans la foulée, de la même façon dont elle a accédé au siège de députée du Rhône pour la première fois en 1988, après la nomination de Jean Poperen au gouvernement. 
La maire de Saint-Priest est reconduite à la tête de la ville en 2008, et nommée vice-présidente du Grand Lyon chargée du plan local d'urbanisme. Cette élection vient un an après sa défaite face au candidat UMP Philippe Meunier lors des élections législatives de 2007, malgré le soutien de Ségolène Royal et Dominique Strauss-Kahn,. C'est à la suite de ce dernier scrutin que Martine David a dû céder le siège qu'elle occupait depuis 19 ans à l'Assemblée nationale. Au cours de ces années en tant que députée, Martine David a noué des relations avec de nombreuses personnalités politiques socialistes, comme Bruno Le Roux ou Claude Bartolone.
Le 1er janvier 2013, elle est nommée chevalier de la Légion d'honneur. Sa décoration lui est remise par Claude Bartolone, alors président de l'Assemblée nationale.
Lors des élections municipales de 2014, et malgré le soutien de Bruno Polga, Claude Bartolone, Najat Vallaud-Belkacem et Manuel Valls, Martine David, en tête lors du premier tour, est battue au second face au candidat de l'UMP, Gilles Gascon.
Elle décède le 16 février 2025 dans le 8e arrondissement de Lyon à l'âge de 72 ans.

## Détail des mandats et fonctions
- Conseillère municipale de Décines-Charpieu, de 1983 à 1989.
- Députée de la 13e circonscription du Rhône, de 1988 à 2007.
- Adjointe au maire de Décines-Charpieu, de 1989 à 2001.
- Conseillère communautaire du Grand Lyon, de 1989 à 2015.
- 1re adjointe au maire de Saint-Priest, de 2001 à 2003.
- Maire de Saint-Priest, de 2003 à 2014.
- Vice-présidente du Grand Lyon, de 2008 à 2014.
- Conseillère municipale de Saint-Priest, de 2014 à 2020.
- Conseillère métropolitaine de la métropole de Lyon, de 2015 à 2020.

## Décoration
- Chevalier de la Légion d'honneur (2013).